# Stomp 442
Stomp 442 es el séptimo álbum de estudio de la banda de thrash metal estadounidense Anthrax. El álbum salió a la venta el 24 de octubre de 1995 por la discográfica Elektra Records. El álbum llegó al puesto número 47 en el Billboard 200.

## Lista de canciones
- Todas las canciones escritas por Charlie Benante, John Bush, Scott Ian, excepto las indicadas.

1. "Random Acts of Senseless Violence" – 4:02
2. "Fueled" – 4:02
3. "King Size" – 3:58
4. "Riding Shotgun" – 4:25
5. "Perpetual Motion" – 4:18
6. "In a Zone" – 5:06
7. "Nothing" – 4:33
8. "American Pompeii" – 5:30
9. "Drop the Ball" – 4:59
10. "Tester" – 4:21
11. "Bare" – 5:29

### Canciones extras (remasterización 2001)
1. "Grunt and Click" (Bush, Ian, Frank Bello, Benante) - 5:28
2. "Dethroned Emperor" (Tom Fischer) - 4:32
  - Celtic Frost versión
3. "Celebrated Summer" (Bob Mould) - 4:30
  - Hüsker Dü versión
4. "Watchin' You" (Gene Simmons) - 3:38
  - Kiss versión

### Bonus tracks (relanzamiento en Japón)
1. "Remember Tomorrow" (Paul Di'Anno, Steve Harris) - 5:07
  - Iron Maiden versión
2. "Grunt and Click" (Bush, Ian, Bello, Benante) - 5:29
3. "Watching You" (Simmons) - 3:39
4. "Dethroned Emperor (Fischer) - 4:33
5. "No Time This Time (Sting) - 3:23
  - The Police versión
6. "Celebrated Summer (Mould) - 4:25

## Sencillos
- «Fueled»
- «Nothing»

## Créditos
- John Bush – Voz
- Scott Ian – Guitarra
- Frank Bello – Bajo
- Charlie Benante – Batería
- Paul Crook – Guitarra
- Dimebag Darrell – Guitarra líder en "Riding Shotgun" y "King Size"